# Ohio-Erie-Kanal
Der Ohio-Erie-Kanal (engl. The Ohio and Erie Canal), auch Ohio-Kanal, war ein Kanal im US-Bundesstaat Ohio. Er verband den in den Eriesee mündenden Cuyahoga River und den Ohio River. Seit November 1966 haben die erhaltenen Abschnitte des Kanals den Status eines National Historic Landmarks und gehören zum Cuyahoga Valley National Park. Mit der Anerkennung als National Historic Landmark war der Eintrag als Historic District in das National Register of Historic Places verbunden.

## Beschreibung
Der Kanal wurde zu Beginn des 19. Jahrhunderts erbaut und verband Akron mit dem Cuyahoga River nahe dessen Mündung in den Eriesee in Cleveland. Wenige Jahre später wurde er mit dem Ohio River nahe Portsmouth (Ohio) verbunden, woraufhin weitere Verbindungen zu anderen Kanalsystemen in Pennsylvania und Ohio geschaffen wurden.
Der 496 km lange Kanal diente zum Gütertransport in den Jahren zwischen 1827 und 1861, bis das Güteraufkommen auf dem Kanal durch den Bau der Eisenbahn rapide abnahm. Von 1862 bis 1913 diente der Kanal als Wasserreservoir für die benachbarten Industriebetriebe und Siedlungen. 1913 wurde ein Großteil des Kanals aufgegeben, nachdem erhebliche Abschnitte durch ein Hochwasser zerstört worden waren.
Heute werden die meisten der erhaltenen Teilstücke vom National Park Service bzw. vom Ohio Department of Natural Resources verwaltet. Diese dienen einerseits als öffentliche Freizeit- und Erholungsgebiete sowie weiterhin als Wasserreservoir für einige Wirtschaftsbetriebe. Teile des Kanals stehen unter Denkmalschutz, insbesondere der Ohio and Erie Canal Historic District, ein National Historic Landmark der Vereinigten Staaten.
Bei Besuchern des Cuyahoga Valley Nationalparks beliebt sind Wanderungen und Radfahren auf dem 30 km langen Treidelpfad (Towpath Trail) bei Valley View.

## Bilder

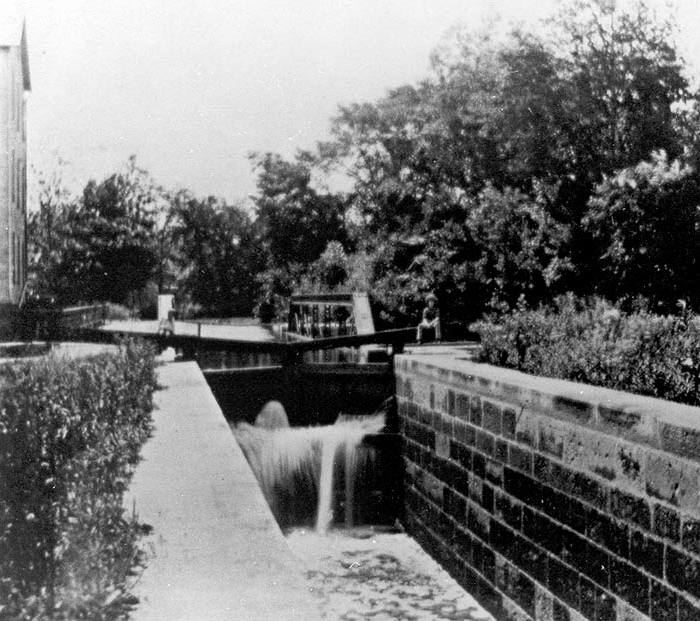
„Peninsula Lock 29“ am Peninsula-Aquädukt über den Cuyahoga River.
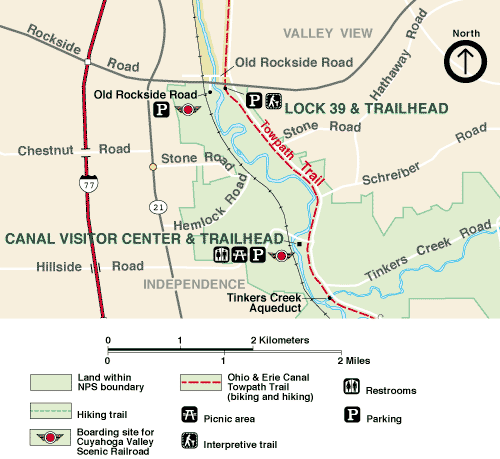
Lage des „Ohio and Erie Canal Visitors Center“ in Valley View
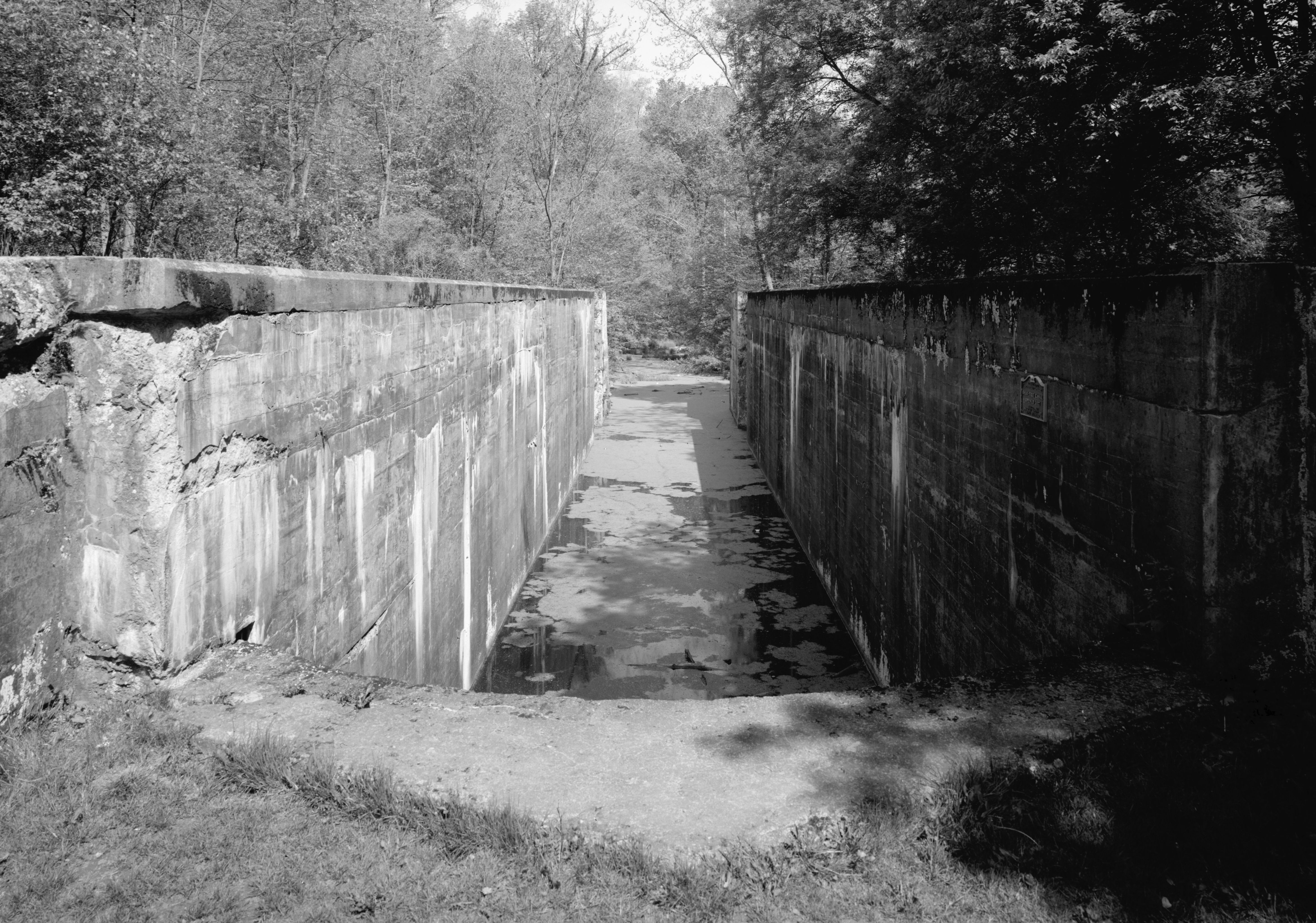
Schleuse „Deep Lock 28“ im Jahre 1985
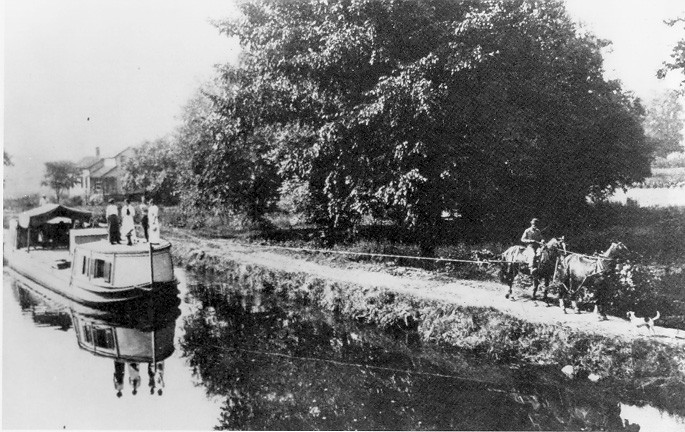
Der Ohio-Erie-Kanal 1902
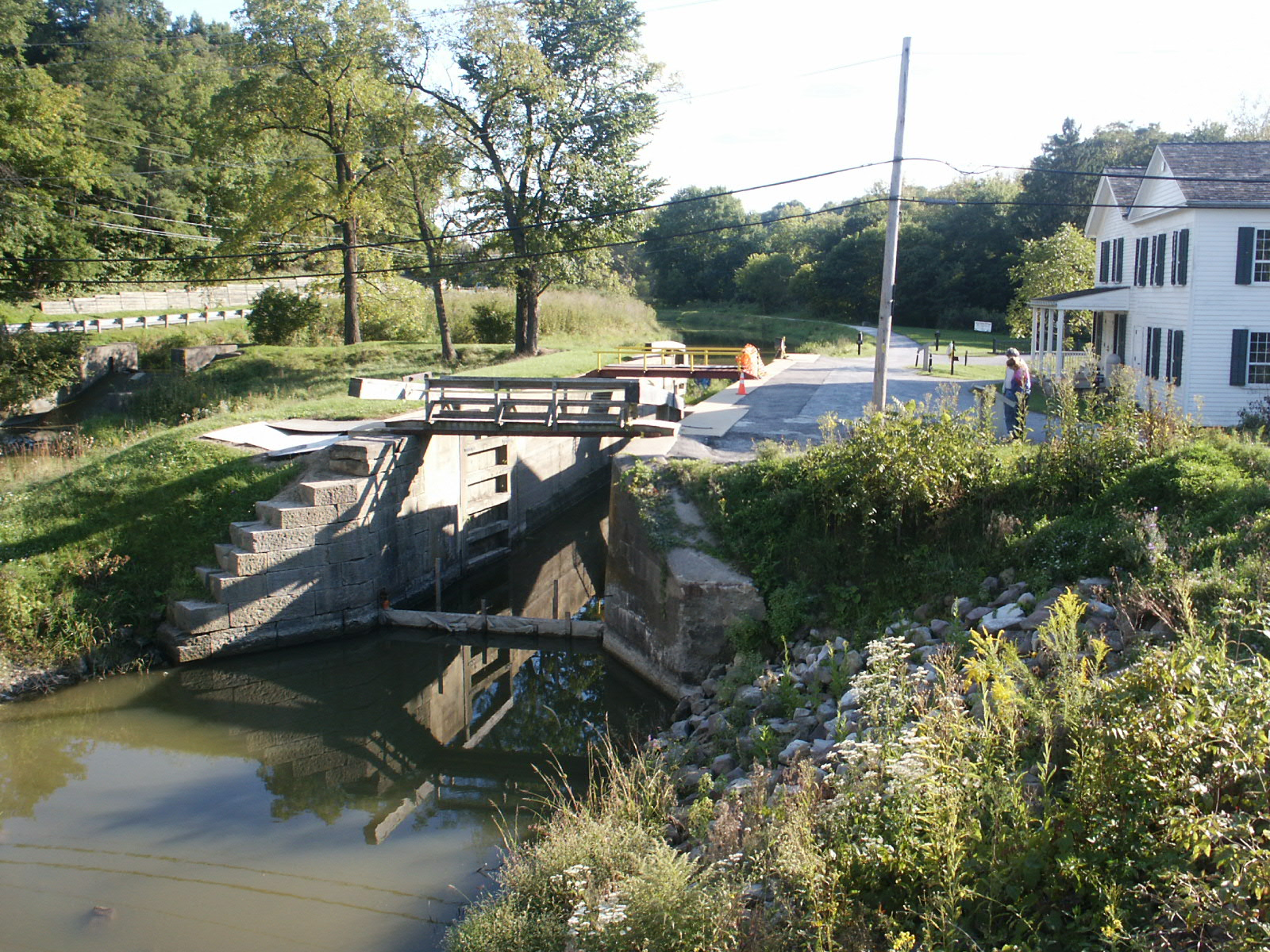
Restaurierte Schleuse „Twelve Mile Lock 38“, Cuyahoga Valley National Park
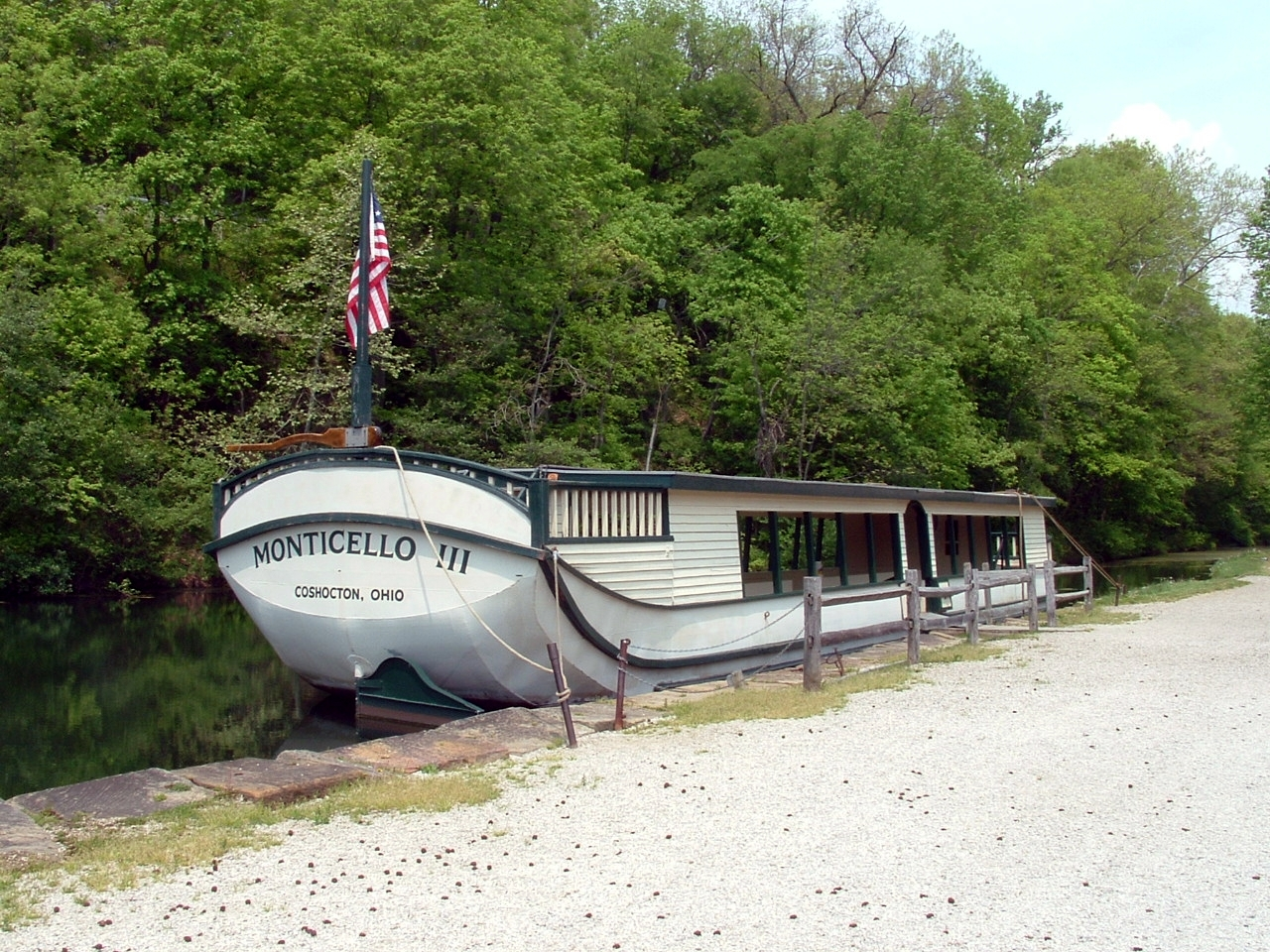
Restauriertes Kanalboot